# Krasiczyn (Durdy)
Krasiczyn – część wsi Durdy w Polsce, położona w województwie podkarpackim, w powiecie tarnobrzeskim, w gminie Baranów Sandomierski.
W latach 1975–1998 Krasiczyn administracyjnie należał do województwa tarnobrzeskiego.
W pobliżu Krasiczyna znajdują się Stawy Krasiczyńskie.